# Iván Pedroso
Iván Lázaro Pedroso Soler (* 17. prosinec 1972, Havana) je bývalý kubánský atlet, olympijský vítěz, čtyřnásobný mistr světa a pětinásobný halový mistr světa ve skoku do dálky.
Přes 8 metrů skočil poprvé již v 17 letech. V roce 1995 doletěl v Sestriere až na 896 cm, čímž překonal platný světový rekord Mikea Powella o 1 centimetr. Pořadatelé však rekord neposlali k ověření IAAF, protože byl zakrytý anemometr (větroměr). Podle všeho však výkon platí (vítr měl sílu 1,2 m/s). Ze stejného roku pochází také platný osobní rekord Pedrosa 871 cm. Třikrát vybojoval zlatou medaili na Panamerických hrách.
Aktivní kariéru ukončil v roce 2007.

## Osobní rekordy
- Skok daleký 8,71 m Salamanca, 1995 (neoficiálně 8,96 m, potenciální SR, 1995)
- Trojskok 16,05 m Havana, 1991